# Депресія
Депре́сія — афективний психічний розлад, що характеризується зниженням настрою, активності та волі. Перебіг депресії корелює з низьким рівнем серотоніну в мозку (серотонінова гіпотеза).
Обов'язковим компонентом лікування депресії є корекція способу життя: раціональне харчування (омега-3 жирні кислоти (особливо ЕПК), триптофан, вітамін D, вітаміни групи В, вітамін С, фрукти та овочі), регулярне перебування на сонці не менше 20 хвилин на добу в сонячну погоду (сприяє виробленню вітаміну D та серотоніну), здоровий сон та регулярна фізична активність.
Психотерапію (наприклад, когнітивно-поведінкову) застосовують для розкриття причин виникнення депресії та їх вирішення, перебудови установок, запобігання розвитку депресії. Існують і моделі, що акцентують на важливості ролі соціуму у її виникненні та перебігу.
Медикаментозна терапія передбачає використання антидепресантів для підвищення рівня серотоніну у мозку. Найчастіше застосовують сучасні селективні інгібітори зворотного захоплення серотоніну (СІЗЗС): есциталопрам, флуоксетин, пароксетин та сертралін.

## Термінологія та історія
Тома Аквінський (1225—1274) писав про депресію: Великий сум лікують теплою, дружньою бесідою, чаркою доброго вина та водними процедурами.
Термін депресія може, залежно від контексту вжитку, позначати настрій, симптом та синдром афективних розладів. Стосовно настрою депресія позначає психічний стан, для якого характерне відчуття смутку, покинутості, безрадісності, нещастя, пригніченості. Як симптом передбачає скарги на психічні та фізичні погіршення стану.

## Фактори ризику

### Стать
Є зв'язок між депресіями і статтю: жінок депресії вражають частіше, оскільки їх організм виробляє дещо менше серотоніну, аніж чоловічий. У жінок більший ризик виникнення депресії під час менструацій, вагітності і менопаузи. Особлива група ризику — післяпологові депресії. Атипова депресія вражає жінок в 4 рази частіше, ніж чоловіків.

### Суспільні травми
Джерелом масових депресій стають травмуючі суспільні фактори — військові перевороти, війни, терор, довгі економічні кризи, безробіття, бідність, репресії. Серед прикладів: розкозачення, розкуркулення, депортація євреїв чи арабів з Португалії і Іспанії 15—16 століття, депортація цілих народів Сталіним, економічна депресія у США 1929—1932 років. Кількість травмуючих суспільних факторів у XX столітті в СРСР завжди перевищувала компенсаторні механізми особи.
Високий рівень депресій постійно призводить до самогубств незалежно від історичної доби.

## Причини та перебіг
Перебіг депресії корелює з низьким рівнем серотоніну в мозку, хоча це може бути як причиною, так і наслідком фізичних та психологічних факторів депресії (див. Серотонінова гіпотеза депресії).

## Класифікація
За генезою депресії умовно поділяються на:
- Ендогенні (спадкові) депресії (генетично обумовлений депресивний розлад). Ендогенні депресії вражають 2—4 % популяції. Вони підлягають реєстрації і медичному втручанню, особливо в гостру фазу.
- Екзогенні (реактивні) депресії (розлад, набутий у результаті впливу зовнішніх факторів). Розвиваються у відповідь на значний стрес як захисна реакція мозку.  Це перехідний період смутку та підвищеної втомлюваності, що, зазвичай, розвивається у відповідь на ідентифіковані стресові стани в житті людини.

Залежно від важкості депресивні розлади бувають:
- Недостатньо для діагностики депресії:
  - Змішаний тривожний та депресивний розлад;
  - Дистимічний розлад (субдепресія);
- Легкі депресивні розлади;
- Середні та важкі: великий депресивний розлад (т. зв. клінічна депресія).
  - Сезонний афективний розлад (рекурентний великий депресивний розлад, що має сезонний характер);

За причинами та (або) протіканням виділяються також особливі форми депресії:
- Сезонний афективний розлад;
- Післяпологова депресія;
- Атипова депресія;
- Депресія як реакція на медикаменти.

Також виділяють депресивний розлад особистості.

## Клінічна картина

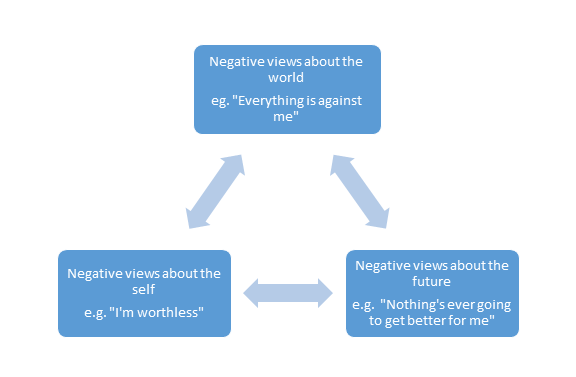
Негативна когнітивна тріада Бека: песимістичні уявлення про світ, про себе і про майбутнє

У типових депресивних епізодах хворі страждають від зниження настрою, зниження енергії та зниження активності. Клінічною ознакою депресії є тріада: знижений настрій + загальмована інтелектуальна діяльність + рухова загальмованість (депресивний синдром).
Здатність до насолоди, інтересу та концентрації знижується, а помітна втома навіть після мінімальних зусиль є звичайним явищем. Зазвичай порушується сон і знижується апетит. Самооцінка та впевненість у собі майже завжди знижені, і навіть у легкій формі часто присутні деякі ідеї провини або нікчемності. Знижений настрій незначно змінюється щодня, не реагує на обставини і може супроводжуватися так званими «соматичними» симптомами, такими як втрата інтересу та приємних почуттів, пробудження вранці на кілька годин раніше від звичайного часу, ранкові депресивні стани, виражена психомоторна загальмованість, збудження, втрата апетиту, втрата маси тіла, зниження лібідо. Залежно від кількості та тяжкості симптомів депресивний епізод визначають як легкий, помірний або важкий.
Депресія погіршує загальний стан здоров'я та самопочуття, викликає втомлюваність, загальну слабкість, астенію; понижує пам'ять, реакцію та концентрацію при здійсненні когнітивних функцій.

## Діагностика. Коморбідність
Посібник з діагностики і статистики психічних розладів DSM надає чіткі критерії та алгоритми для діагностики ендогенної депресії.
Симптоми депресії згідно з DSM:
1. Понад 2 тижні одночасно спостерігаються щонайменше 5 із наступних симптомів. При цьому серед них має бути хоча б один з ключових – пригнічений настрій та / або ангедонія.
  1. Пригнічений настрій більшу частину дня, відчуття смутку, порожнечі.
  2. Ангедонія – відсутність задоволення від щоденної діяльності та занять, які раніше приносили задоволення.
  3. Зміна маси тіла на понад 5% (як зниження, так і набір ваги), порушення апетиту.
  4. Порушення сну – безсоння або надмірна сонливість.
  5. Збудження чи загальмованість. Оцінка цього симптому повинна базуватися на думці оточуючих, а не на власному баченні.
  6. Постійна втома, відсутність енергії.
  7. Відчуття провини без очевидної причини, сприйняття себе нікому непотрібною людиною.
  8. Сплутаність у думках, складнощі в концентрації уваги.
  9. Думки про самогубство.
2. Вище зазначені симптоми повинні мати значний вплив на соціальне чи професійне життя людини, або проявлятись у вигляді клінічно значимого дистресу (тривале та / або сильне нервове перенапруження).
3. Подібні симптоми не можуть вважатися ознаками депресії, якщо їх причиною є вживання будь-яких медичних препаратів, наркотичних речовин чи вони викликані будь-якими захворюваннями (наприклад, дисфункція щитоподібної залози).[36]

Симптоми депресії слід відрізняти від негативної симтоматики шизофренії та симптомів неврозу, який часто діагностується в людей з депресією.
Нерідко депресія супроводжується та викликається іншими психічними розладами, зокрема неврозом та розладом дефіциту уваги і гіперактивності (РДУГ). Депресія та невроз можуть також бути коморбідними з психосоматичними захворюваннями, зокрема з коронарною хворобою серця.
Серед інструментів діагностики:
- Шкала депресії Бека
- Шкала Гамільтона для оцінки депресії
- Шкала Занга для самооцінки депресії

### Сезонна депресія

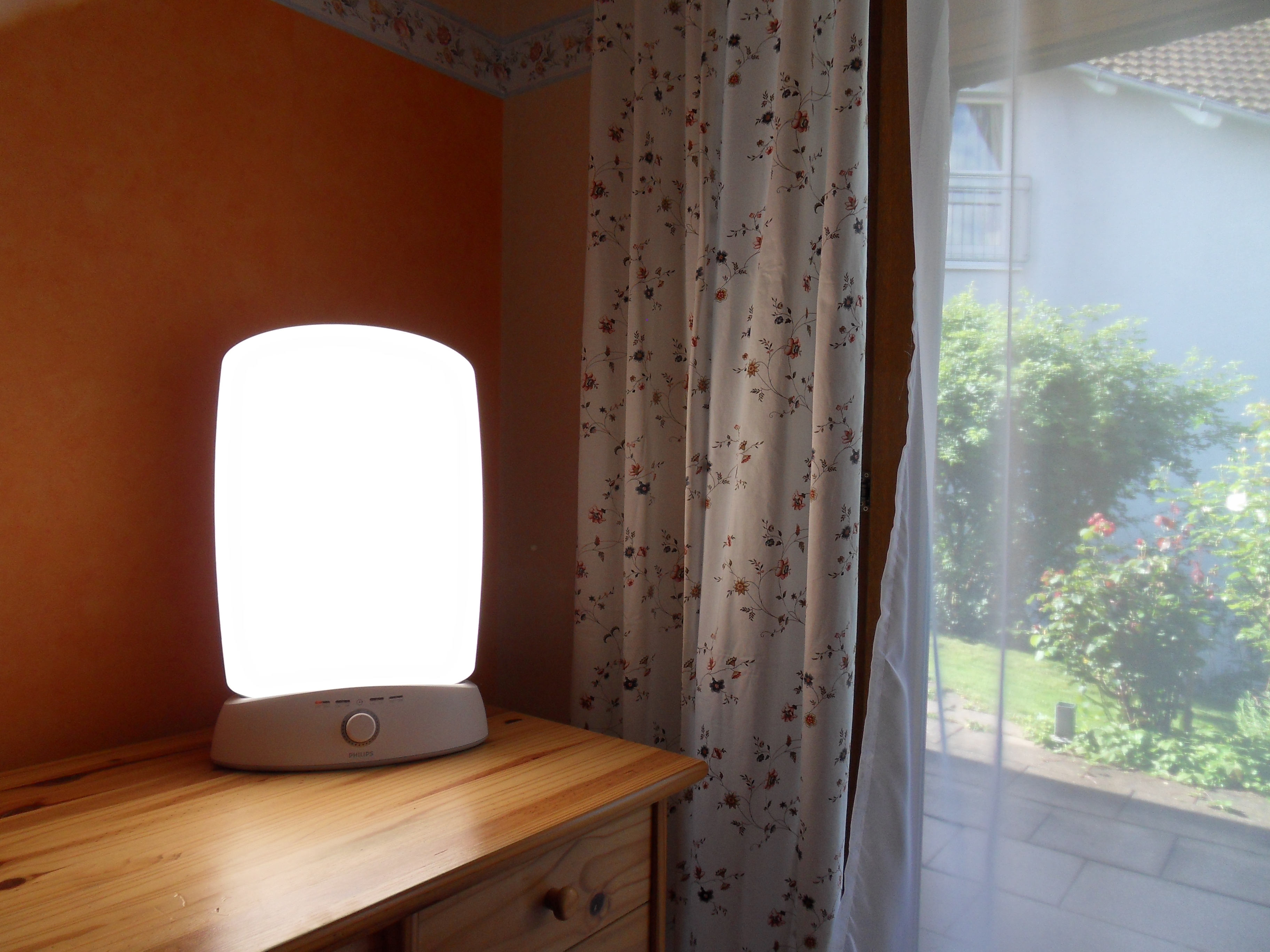
Лампа білого світла для терапії сезонної депресії

Оскільки кількість серотоніну в мозку залежить від освітленості середовища, низька інтенсивність сонячного світла восени та взимку, а також тривале перебування в затемнених приміщеннях, сприяють розвитку депресій.
Тому рекомендовані прогулянки в кожний сонячний день осінньо-зимнього сезону, а також вживання вітамін Д, низький рівень якого пов'язаний з великим ризиком САР.

## Профілактика та лікування
Особлива увага: юнакам і дівчатам; вразливим групам суспільства (ВІЛ-інфіковані, наркозалежні); представникам фаху з високим рівнем стресів (поліцейські, лікарі, диспетчери); жінкам у період вагітності, пологів та післяпологовий період, менопаузи; людям літнього віку.
Якщо тривалість депресії сягнула 4—6 тижнів, застосовують лікування антидепресантами і лікарський нагляд.

### Усунення та виключення супутніх розладів
- Припинення або заміна прийому препаратів, якщо депресія викликана ними.
- Нормалізація функції щитоподібної залози. Ретельна перевірка рівнів гормонів, особливо — гормонів щитоподібної залози (тироксин, тиреотропний гормон та інші), навіть незначні порушення якого гормонів можуть дуже відчутно впливати на самопочуття. За необхідності провести відповідно гормональну терапію. В деяких випадках нормалізація функції щитоподібної залози веде до повного одужання від депресії[51].

### Корекція способу життя
Здоровий спосіб життя є основою видужання від наявної депресії та протектором від розвитку депресивних розладів.

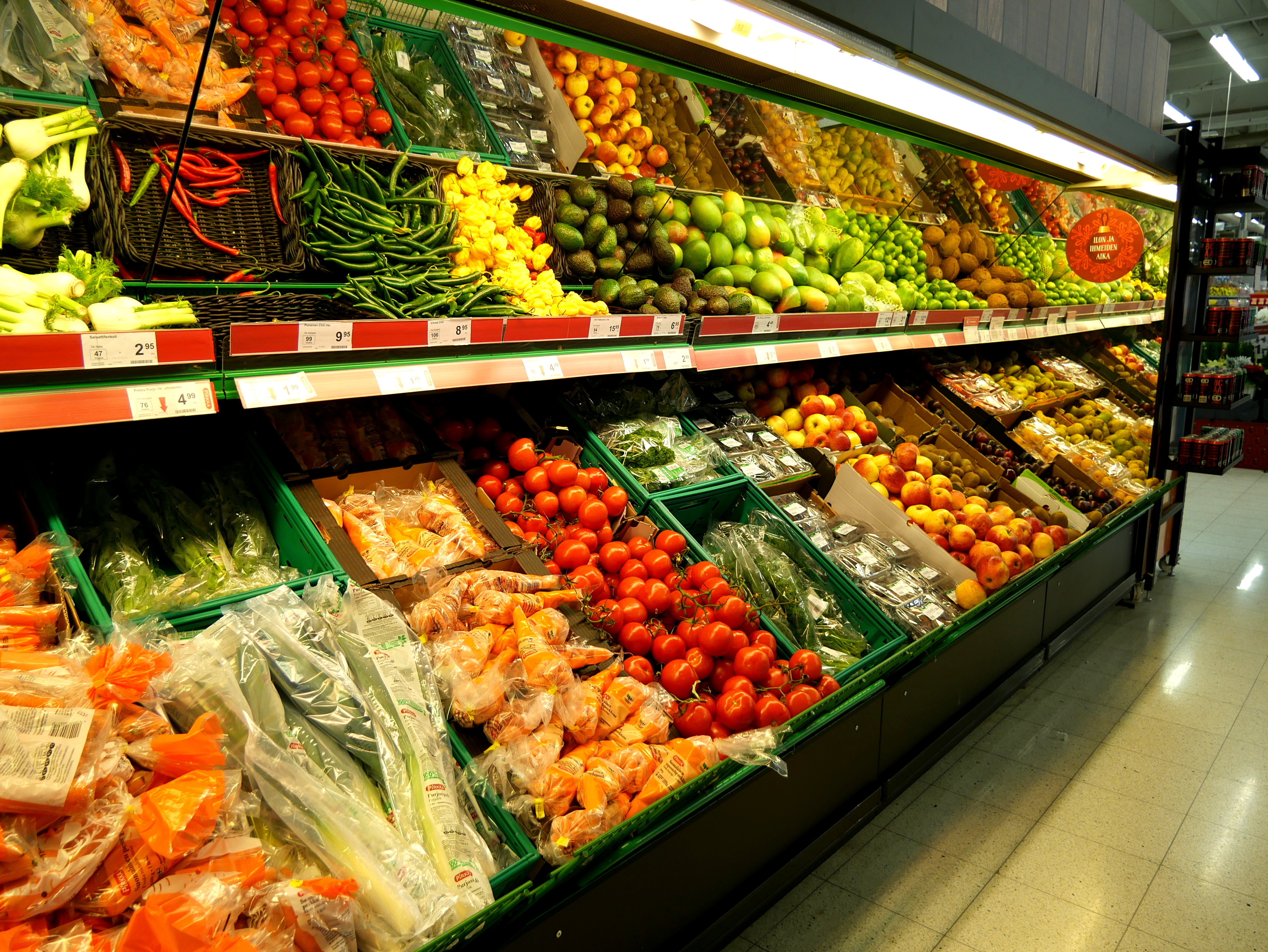
Дослідження (2021) 40+ тис. сімей Британії показало, що регулярне вживання фруктів, овочів та регулярні фізичні вправи підвищують рівень щастя, незалежно від рівня доходів, місця проживання, статі, освіти та віку

- Дослідження (2021) 40+ тис. сімей Британії[27] показало, що регулярне вживання фруктів, овочів та регулярні фізичні вправи підвищують рівень щастя, незалежно від рівня доходів, місця проживання, статі, освіти та віку Раціональне харчування. Вживання продуктів, багатих наступними речовинами, або власне цих речовин у медикаментозній формі, може покращувати настрій, а в разі дефіциту призводити до депресії: 
  - Омега-3 жирні кислоти (особливо ейкозапентаєнова кислота, ЕПК)[13][14]. Омега-3 жирні кислоти риб'ячого жиру, а саме ейкозапентаєнова кислота (ЕПК чи EPA) в дозі 1г на добу показали таку ж ефективність[13][14], як і флуоксетин. ЕПК є корисною для здоров'я[15] і не має побічних ефектів.
  - Триптофан[16][17],
  - Вітамін D[18][19][20][21][22][23]. Низький його рівень пов'язаний зі значним ризиком виникнення сезонної депресії[44][45]. Рівні вітаміну D занизькі, коли люди не отримують достатньо ультрафіолету-B (в сонячному промінні) на шкіру. Вживання жирної риби, засмага та прийом добавок з вітаміном D у визначеній дозі полегшують депресивну симптоматику.[52][53][54][55][56]
  - Вітаміни групи В[24],
  - Вітамін С[25][26],
  - Фрукти та овочі[27],
  - Додаткове вживання мультивітамінів[57].
- Достатня інсоляція. Вдосталь світла в кімнаті; прогулянки на сонці від 20 хвилин на добу в сонячний день; світлотерапія білим світлом. Прогулянки та світлотерапія допомагають і при не сезонній депресії.
- Регулярна фізична активність та фізичні вправи.[28] Інтенсивні фізичні вправи підвищують рівень серотоніну. Фізичні вправи є ефективною формою терапії депресії, особливо в комбінації з іншими заходами.[58][59] Виражений ефект лікування депресивних симптомів дає поєднання регулярних навантажень і світлолікування.[60] Хворі, яким до їх процедур додали 20-хвилинні аеробні велозаняття протягом дня разом з одночасним ультрафіолетовим світлом такої ж тривалості, демонстрували швидке відновлення від сезонних депресій.[61]
- Усунення факторів, що знижують рівень мозкового серотоніну: стреси, алкогольні напої, деякі медикаменти.
- Усе, що приносить радісні емоції — музика, танці, творчість. Подорожі, краще на південь.

### Психотерапія
Серед психологічних методів застосовують психотерапію, здебільшого орієнтовану на розкриття причин виникнення депресії та їх вирішення. Існують також моделі, що акцентують увагу на важливості ролі соціуму у виникненні та перебігу депресії.
- Когнітивно-поведінкова психотерапія;
- Психоаналітична психотерапія. Певні психіатричні кола поділяють думку, що психоаналіз є неефективним для лікування неврозів, депресій та інших психічних розладів[62][63][64]. На сьогодні є мало об'єктивних доказів, що психоаналіз дозволяє людям подолати такі психологічні проблеми, як депресія чи тривожні розлади[65].
- Психологічні консультації, психотренінги, психологічна просвіта, поширення телефонів довіри.

### Медикаментозна терапія
- Антидепресанти застосовують для підвищення рівня серотоніну у мозку. Найчастіше зараз застосовують сучасні селективні інгібітори зворотного захоплення серотоніну (СІЗЗС): есциталопрам (Ципралекс, Селектра), флуоксетин (Прозак), пароксетин (Рексетин, Паксил) та сертралін (Золофт).
- Антидепресанти + психотропи. Для лікування дуже важких та резистентних форм депресії використовують комбінації антидепресантів та інших психотропних препаратів. Зокрема, для підсилення дії антидепресантів вживають невеликі дози прекурсору серотоніну — 5-гідротриптофану (5-HTP), триптофану, гормону щитоподібної залози, карбонату літію, цитрату літію, нейролептиків (оланзепін, кветіапін) та антиквульсантів[66].

### Немедикаментозні методи
Для лікування дуже важких та резистентних форм депресії (які не піддаються лікуванню), застосовуються також: 
- Електросудомна терапія. Електрошоком лікували депресії письменника Хемінгуея, винахідника Томаса Алва Едісона)
- Атропінокоматозна терапія,
- Плазмаферез,
- Екстракорпоральна фармакотерапія,
- Внутрішньовенне лазерне опромінення крові,
- Депривація сну[67][68][69].
- Серед немедикаментозних методів лікування депресії використовують транскраніальну магнітну стимуляцію (ТМС), яка належить до нейромодулюючої терапії.[70]

### Рослинні препарати
Вживання деяких препаратів рослинного походження допомагає зменшити симптоми депресії. Серед природних адаптогенів, психостимуляторів та антидепресантів:
- Дослідження показали, що ефективність вживання спеції та приправи куркуми (турмерика) та спеції шафрану для усунення депресії близька до ефективності Прозаку[71][72][73][74]. Для кращого засвоєння організмом куркуми (турмерика) її приймають разом з чорним перцем та маслиновою олією[75].
- Герицій їжаковий здатен зменшувати депресивні симптоми та тривогу.[76][77][78][79]
- Ромашка може забезпечити клінічно значиму антидепресивну дію, в додаток до своєї протитривожної активності[80].
- Виявлено, що лікування псилоцибіном у поєднанні з психотерапією зменшує депресивні симптоми у дорослих хворих, які мають онкозахворювання та глибоку депресію.[81]
- Сибірський женьшень (елеутерокок), левзея сафлороподібна, огіркова трава бораго, котяча м'ята, звіробій[82][83][84].

Психологічні техніки самодопомоги
- Збереження і відновлення сил (догляд за силами). Пильність до сфер виснаження і чутливість щодо тих областей, де виникає втрата сил. Стресові фактори, як і дратівливість, м'язове напруження, слід усвідомлювати. Правильна організація відпочинку, уважне ставлення до тривалості сну, перерв, занять спортом, режиму дня, планування тижня може запобігти втраті сил і виснаженню. Ритмічність і регулярність полегшують життя, тому що відпадає необхідність приймати рішення. Важливо жити відповідно до свого темпу, бо у будь-який депресії є частка виснаження.
- Дбайливе використання часу з увагою на любов до власного життя: по можливості робити тільки те, що є важливим, і уникати витрат часу на другорядне.
- Робота над установками. Заміна установки підпорядкування (пристосовуватися, щоб «заслужити» цінну близькість, підкорятися долі, авторитетам) установкою автономності (вступатися за себе, проживати свої бажання, потреби).

## Глобальне реагування
ВООЗ працює з державами та партнерами для зменшення наслідків депресій. Всесвітня асамблея охорони здоров'я ухвалила кілька резолюцій щодо запобігання та лікування депресії, включно з резолюцією від травня 2013 року, в якій закликає всебічно узгоджено реагувати на психічні розлади на державному рівні. ВООЗ розробила короткі посібники з психологічних втручань щодо депресії. Приклад — «Управління проблемами +», де описано використання поведінкових методик, тренувань на релаксацію, розв'язання проблем та способів посилення соціальної підтримки як засобів боротьби з депресією. Посібник Групової міжособистісної терапії (IPT) для депресії описує підхід групового консультування, який фокусується на виявленні та розв'язанні міжособистісних труднощів.